# The Price of Victory (film 1913)
The Price of Victory è un cortometraggio muto del 1913 diretto da John Ince.

## Produzione
Il film fu prodotto dalla Lubin Manufacturing Company.

## Distribuzione
Distribuito dalla General Film Company, il film - un cortometraggio in due bobine - uscì nelle sale USA il 6 novembre 1913.
Una copia della pellicola viene conservata nel Betzwood Film Archive (Blue Bell, Pennsylvania).